# Trevor Campbell
Trevor Campbell (* 24. Juli 1954) ist ein ehemaliger jamaikanischer Sprinter, der sich auf den 400-Meter-Lauf spezialisiert hatte.
1971 gewann er bei den Panamerikanischen Spielen in Cali mit der jamaikanischen Mannschaft Silber in der 4-mal-400-Meter-Staffel.
Bei den Olympischen Spielen 1972 in München schied er in der 4-mal-400-Meter-Staffel im Vorlauf aus.
Über 400 m erreichte er bei den British Commonwealth Games 1974 in Christchurch das Halbfinale und wurde bei den Panamerikanischen Spielen 1975 in Mexiko-Stadt Siebter.
Seine persönliche Bestzeit über 440 Yards von 46,6 s (entspricht 46,3 s über 400 m) stellte er am 18. Mai 1974 in Los Angeles auf.